# 저스틴 (1969년 영화)
저스틴(Justine)은 미국에서 제작된 조지 큐커 감독의 1969년 드라마 영화이다. 아누크 에메 등이 주연으로 출연하였다.

## 출연
- 아누크 에메
- 더크 보가드
- 마이클 요크
- 로버트 포스터
- 아나 카리나
- 필리프 누아레
- 존 버넌
- 잭 앨버트슨
- 클리프 고먼
- 마이클 콘스탄틴
- 마르셀 달리오
- 마이클 던
- 베리 모스